# Априка
Априка (італ. Aprica) — муніципалітет в Італії, у регіоні Ломбардія, провінція Сондріо.
Априка розташована на відстані близько 510 км на північ від Рима, 110 км на північний схід від Мілана, 21 км на схід від Сондріо.
Населення — 1579 осіб (2014).

## Демографія
Населення за роками:

Станом на 1 січня 2023 року в муніципалітеті офіційно проживали 74 іноземці з 22 країн, серед них 31 громадянин країн Євросоюзу та 3 громадяни України.

## Сусідні муніципалітети
- Кортено-Гольджі
- Тельйо
- Вілла-ді-Тірано